# Església de la Visitació

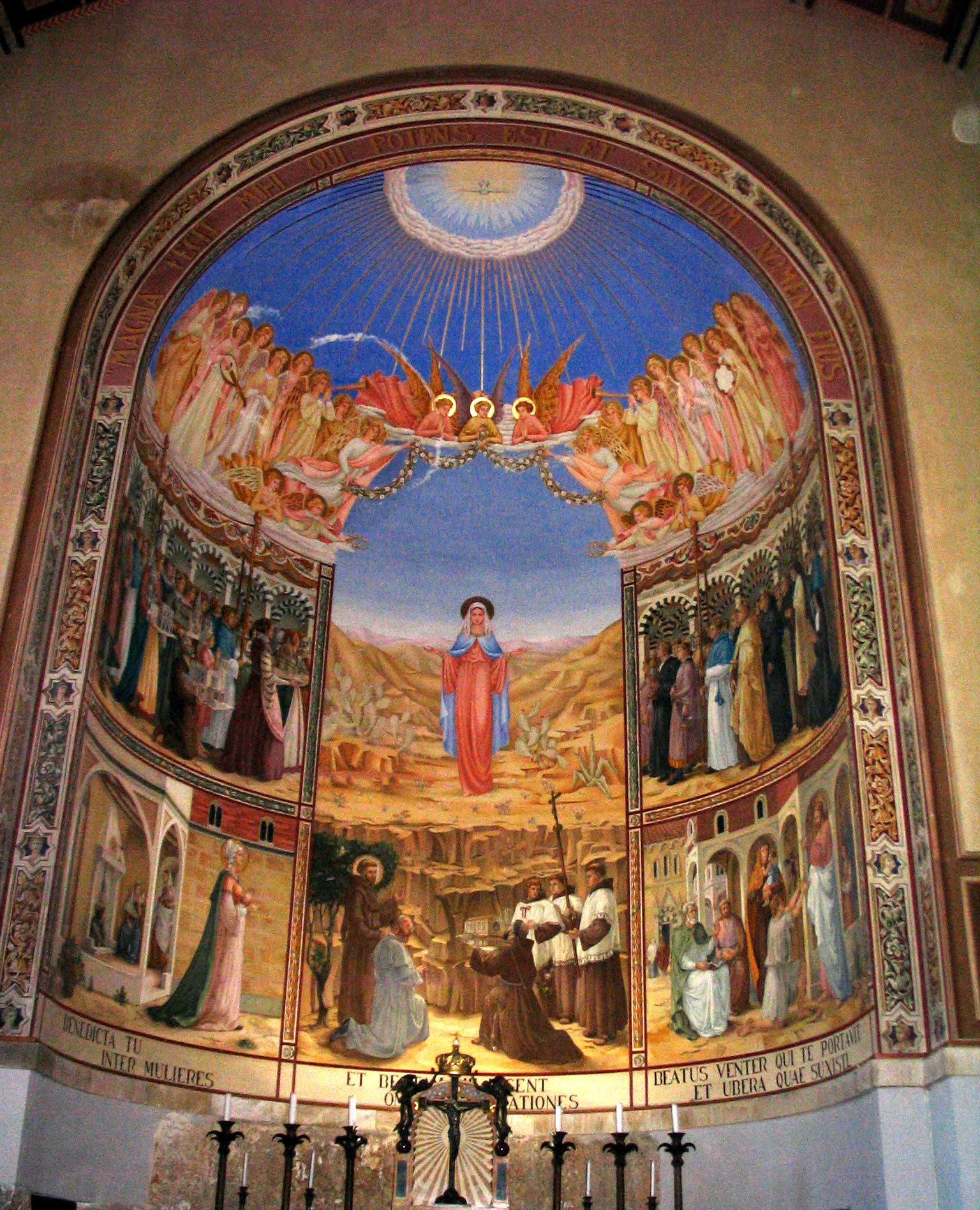
Església de la Visitació

Església de la Visitació és un santuari cristià catòlic situat a Ein Kàrem, en el districte de Jerusalem (Israel). Situada en un vessant rocosa i envoltada de xiprers, l'església honora la visita que, segons un text neotestamentari, va realitzar Mare de Jesús, la mare de Jesús, a Elisabet, mare de Joan Baptista (Lluc 1: 39-56).
Tradicionalment es considera que va ser en aquest lloc on Maria va recitar el seu cant de lloança, el Magnificat, un dels himnes més antics del cristianisme. L'església està bellament decorada i al jardí interior, en plaques de ceràmica, es transcriu el Magnificat en més de 50 idiomes.
Avui, l'Església de la Visitació forma part de la Custòdia de Terra Santa (Custòdia Terraæ Santæ), una subprovincia de l'orde franciscà administrada per l'Orde dels Frares Menors, encarregada de la litúrgia, la recepció dels pelegrins provinents d'arreu del món, l'assistència en el sosteniment de les estructures, i la investigació arqueològica.
La tradició cristiana atribueix la primera construcció edilícia de l'actual Església de la Visitació a Helena de Constantinoble, mare de Constantí el Gran, vers els principis del segle iv. Al segle v va ser edificada a Ein Kàrem l'Església de Sant Joan Baptista, sobre la cova que se suposa va ser la casa de Zacaries, on Joan el Baptista va néixer. Destruïda i reconstruïda en diverses ocasions, l'Església de Sant Joan Baptista va prendre la seva fisonomia definitiva a partir de 1885, però, comparats els orígens de les dues esglésies, l'Església de la Visitació seria la més antiga.

## Façana de l'Església

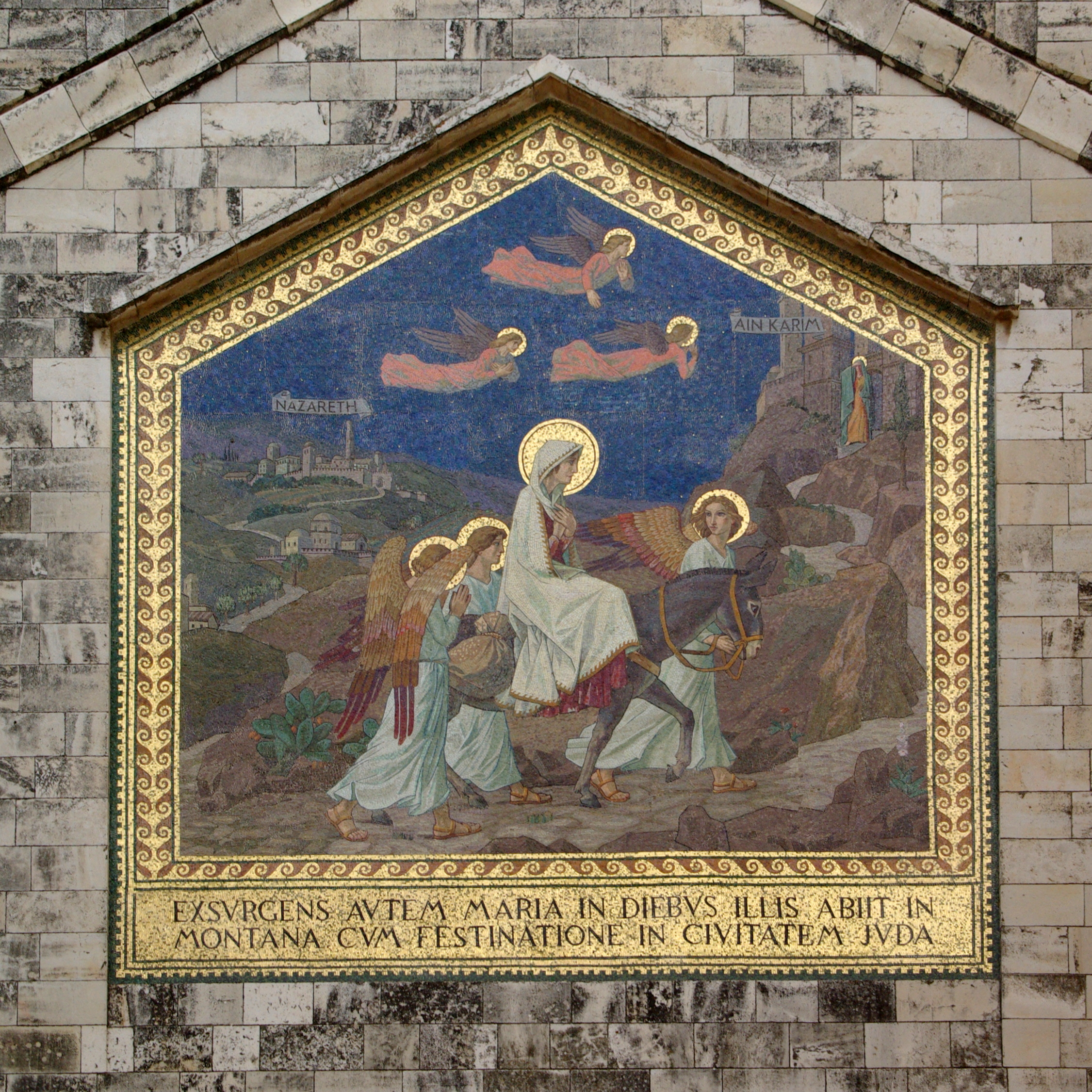
Mosaic de la Façana de l'Església de la Visitació.

El Mosaic a la façana de l'Església de la Visitació, representa la visita de Maria, mare de Jesús, la seva cosina Elisabet. Una gran porta substitueix l'entrada original del segle xii. És un magnífic treball en ferro forjat, coronat enmig per dues estàtues que representen a Isabel i Zacaries, pares de Joan el Baptista.
La façana de l'Església de la Visitació està decorada amb un valuós mosaic que mostra a Maria, mare de Jesús acompanyada per àngels en el seu camí de Natzaret a Ein Kàrem, per visitar la seva parenta, Elisabet, esposa de Zacaries, sacerdot del temple. En el mosaic, a més de Maria en primer pla, es poden observar els rètols que marquen el lloc de sortida (Natzaret) i de destinació (Ein Kàrem), on l'espera Elisabet. Al peu, en el marc daurat, es llegeix el text en llatí d'un versicle de l'Evangeli de Lluc 01:39
El gran mosaic, que trenca la monotonia de la pedra blanca amb els seus colors, va ser creat per B. Biagetti i elaborat als estudis del Vaticà.

## Santuari de dues plantes
Des del porxo es pot entrar a la cripta o planta inferior o, mitjançant l'adopció de l'escala a l'esquerra, es pot arribar a la planta superior.

## La planta inferior

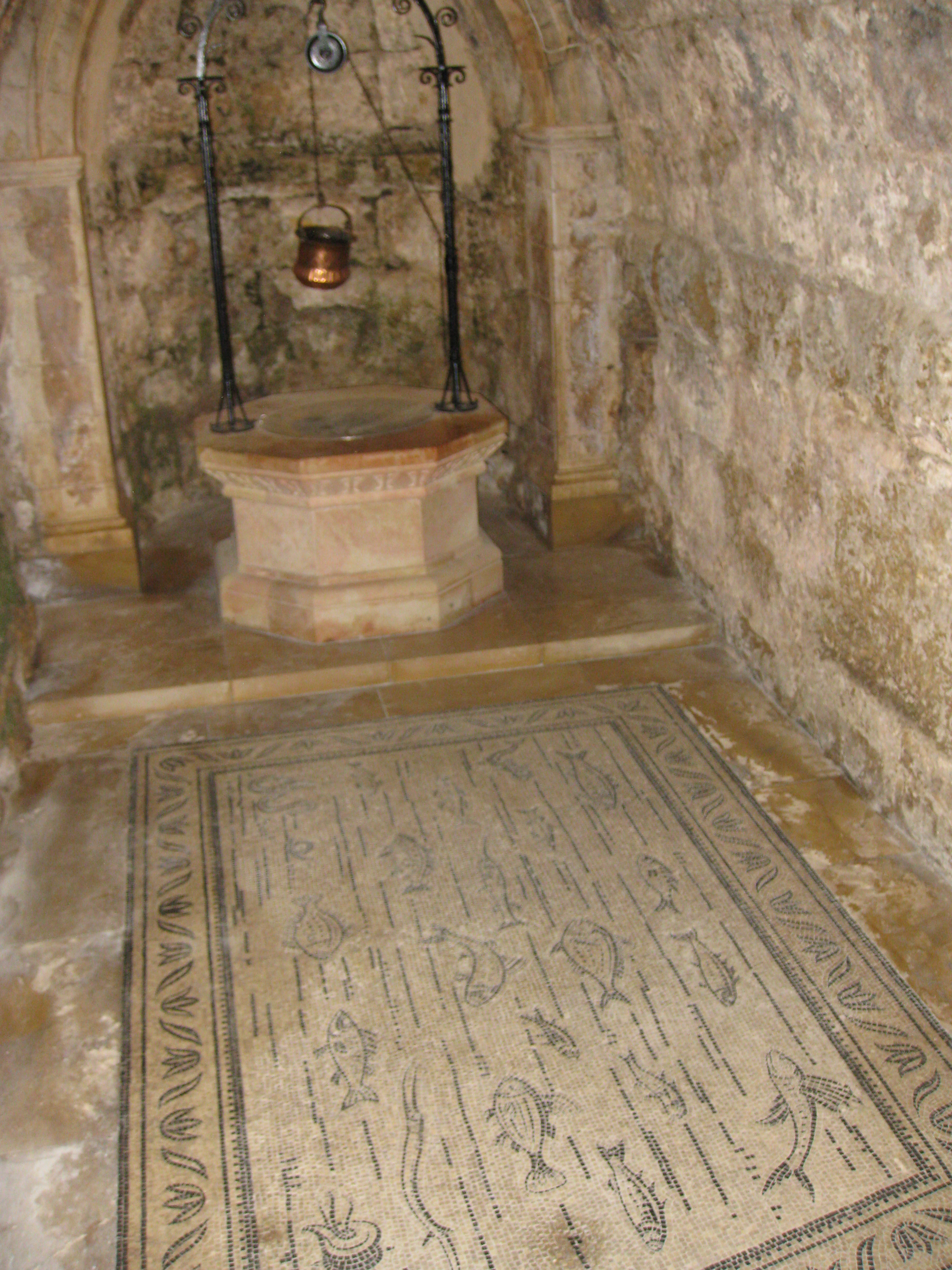
Cisterna antiga a la planta inferior de l'Església de la Visitació

L'Església de la Visitació és un santuari construït en dues plantes, superior i inferior, unides ambdues per una escala estreta tallada al mur, com era d'ús en les edificacions dels croats.
La planta inferior va ser originalment una capella de l'època romana d'Orient sobre la qual els croats havien construït una segona església. La hi va identificar amb l'església de l'abadia de Sant Joan al Bosc, que els cistercencs van establir en 1169. Posteriorment va esdevenir un monestir armeni, però en 1480 el teòleg dominic Félix Fabri només va veure altars trencats i en runes.
Amb la destrucció de l'església creuada, la capella romana d'Orient va ser abandonada i al segle xvi va esdevenir la residència privada d'una família àrab, fins que va ser rescatada pels franciscans. En efecte, els franciscans van adquirir l'edifici en 1679, passant a formar part de la Custòdia de Terra Santa. El santuari va ser restaurat en més d'una ocasió. L'església de dos nivells va ser completament reconstruïda el 1946.
La cripta de l'església inferior, dedicada a la memòria de santa Isabel, està decorada amb escenes de l'Evangeli, entre les quals es destaquen la de la trobada amb Maria, i la de la matança dels innocents. Aquesta última és una representació d'un relat apòcrif sobre la fugida d'Isabel i de Joan Baptista quan nen, per escapar de la fúria homicida d'Herodes I el Gran, responsable segons l'Evangeli de Mateu- de la mort dels nens innocents.
En reconstruir l'església en la seva forma definitiva, es va cuidar d'incorporar tots els elements medievals i romans d'Orient que van sortir a la llum durant les excavacions, entre els quals es destaca una cisterna.
A la cripta medieval, hi ha un passatge voltat que corre fins a un absis i que tanca un pou associat amb un tub de desguàs de finals del període romà o del període romà d'Orient, uns 70–90 cm per sota del pis medieval. Aquest passatge commemora l'esquerda a la roca per la qual Isabel hauria escapat amb el seu fill de la persecució d'Herodes. Així mateix, també va ser excavada i preservada en l'Església inferior una cisterna antiga, de la qual -seguint un relat del pelegrí rus Daniel de principis del segle xii es diu que Zacaries i Elisabet es proveïen.